# Onthophagus protuberans
Onthophagus protuberans är en skalbaggsart som beskrevs av Frey 1955. Onthophagus protuberans ingår i släktet Onthophagus och familjen bladhorningar. Inga underarter finns listade i Catalogue of Life.